# Olga Orozco

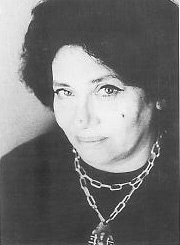
Olga Orozco

Olga Orozco (ur. 17 marca 1920, zm. 15 sierpnia 1999) – poetka i prozaiczka argentyńska.

## Życiorys
Olga Orozco urodziła się jako Olga Noemí Gugliotta 17 marca 1920 w miejscowości Toay w prowincji La Pampa. Miejsce urodzenia wywarło wielki wpływ na jej późniejszą twórczość literacką. Należała do grupy Pokolenie 1940, wraz z Enriquem Moliną i Albertem Girrim. Zmarła 15 sierpnia 1999 w Buenos Aires.

## Twórczość
Olga Orozco pozostawiła po sobie bogate i różnorodne dzieło składające się z osiemnastu tomów. Wydała dziewięć tomików poetyckich: Desde lejos (1946), Las muertes (1952), Los juegos peligrosos (1962), Museo salvaje (1974), Cantos a Berenice (1977), Mutaciones de la realidad (1979), La noche a la deriva (1984), En el revés del cielo (1987) i Con esta boca en este mundo (1994). Poza tym opublikowała tomy opowiadań La oscuridad es otro sol (1967) i También la luz es un abismo (1995). Inne jej książki to Veintinueve poemas (1975), Páginas de Olga Orozco (1984), Relámpagos de lo invisible (1998), Eclipses y fulgores (1998), Últimos poemas (2009), El jardín posible (2009) i Poesía Completa (2012). Liryka Olgi Orozco wykazuje wpływ Arthura Rimbauda, Gerarda de Nervala, Rainera Marii Rilkego, Pabla Nerudy, Czesława Miłosza i Charles’a Baudelaire’a. Za swoje dokonania w dziedzinie literatury Olga Orozco otrzymała wiele nagród, w tym Gran Premio de Honor de la Fundación Argentina de Poesía (1971) i Gran Premio del Fondo Nacional de las Artes (1980). Wiersze poetki przetłumaczono na piętnaście języków. na polski jej liryki tłumaczyli Mieszko A. Kardyni i Paweł Rogoziński. Wybór zatytułowany Cienie w mroku pamięci ukazał się w 2012 nakładem krakowskiej oficyny Dr Lex Publishing House. Na angielski liryki Olgi Orozco przełożyła i wydała pod tytułem Engravings Torn from Insomnia Mary Crow.